# エラ・フィッツジェラルド
エラ・フィッツジェラルド（Ella Jane Fitzgerald、1917年4月25日 - 1996年6月15日）は、アメリカ合衆国のジャズ・シンガー。ビリー・ホリデイ、サラ・ヴォーンと並び称される20世紀の女性トップ・ジャズ・ボーカリストの1人。
13回のグラミー賞受賞に加え、イェール、ダートマス、プリンストン大学において名誉博士号を授与され、ジョージ・W・ブッシュからは大統領自由勲章を授与されるなど、レコードセールス、批評の両面で高い評価を受けた。
Lady Ella、またはThe First Lady of Songとも呼ばれている。
「Q誌の選ぶ歴史上最も偉大な100人のシンガー」において第25位。

## 生涯
エラ・フィッツジェラルドは1917年4月にヴァージニア州ニューポート・ニューズに生まれ、ニューヨーク州ヨンカーズで成長した。内縁の関係であった両親は彼女の誕生後間もなく関係を解消している。母はエラを連れて別の男性とニューヨークへ出た後、妹をもうける傍ら、彼女を孤児院に預けた時期もあった。さらに14歳の時には母が心臓発作で死亡。孤児となった。
境遇の劣悪化にともない、学業への関心は薄れ、やがて売春宿やマフィアの下働きをするようになる。警察による補導や少年院送りを繰り返しながら、ホームレス生活をし 辛酸を味わう。
1934年11月21日に17歳のエラは初めて聴衆の前にデビューした。ニューヨークのハーレムに存在したアポロ・シアターにおけるアマチュア・ナイツでダンスを披露する予定だったエラは、自分の前に出演した地元のダンス・デュオの演技に圧倒され、予定を変更し自分のアイドルであるコニー・ボズウェルのスタイルを真似て歌を披露した。その夜のコンテストに勝利した彼女はチック・ウェブズ・バンドのBardu Aliに見出され、バンドへの誘いを受けた。翌1935年からエラはハーレムのサヴォイ・ボールルームでチック・ウェブズ・バンドをバックに歌手活動を開始した。このバンドと共に、当時のヒット曲を納めた数枚のレコードを作成している。当時病気で療養中であったチック・ウェブのためにヴァン・アレクサンダーと共に作成した一曲『ア・ティスケット・ア・タスケット』が17週間にわたりチャートトップを記録し、アルバムは100万枚のセールスをあげた。1939年にウェブが死亡すると、バンドは名称を"Ella Fitzgerald and Her Famous Orchestra"へと変更し、ツアーなどの活動を継続した。
1941年からはソロでの活動を開始した。この時期はデッカ・レコードのMilt Gablerがマネージャーを務めている。1955年にデッカを離れた後は、ノーマン・グランツが興したレコード会社ヴァーヴ・レコードに所属した。
1956年から1964年にかけて制作された8枚のレコードは興行と批評の両面において大きな成功を収め、後にエラの代表作ともなった。以下にこれらのレコード作品群を挙げる。（括弧内は編曲者を記した。）
- Ella Fitzgerald Sings the Cole Porter Songbook　（1956年、バディー・ブレグマン）
- Ella Fitzgerald Sings the Rodgers & Hart Songbook　（1956年、バディー・ブレグマン）
- Ella Fitzgerald Sings the Duke Ellington Songbook　（1957年、デューク・エリントン & ビリー・ストレイホーン）
- Ella Fitzgerald Sings the Irving Berlin Songbook　（1958年、ポール・ウェストン）
- Ella Fitzgerald Sings the George and Ira Gershwin Songbook　（1959年、ネルソン・リドル）
- Ella Fitzgerald Sings the Harold Arlen Songbook　（1961年、ビリー・メイ）
- Ella Fitzgerald Sings the Jerome Kern Songbook　（1963年、リドル）
- Ella Fitzgerald Sings the Johnny Mercer Songbook　（1964年、リドル）

エラはコール・ポーターとジョージ・ガーシュウィンの作品を取り上げたアルバム、それぞれ『Ella Loves Cole』と『Nice Work If You Can Get It 』を作成した。パブロ・レコード時代にはアントニオ・カルロス・ジョビンの曲を唄った『Ella Abraça Jobim』をリリース。これらのレコーディングの合間を縫ってアメリカ国内と外国へのツアーを行っている。
ヴァーヴ時代には幾つかのライブアルバムをリリースした。『Ella at the Opera House』、1950年代の『Ella in Rome』、1960年の『Ella in Berlin』、1964年の『Ella at Juan-Les-Pins』、1966年の『Ella and Duke at the Cote D'Azur』などはいずれも、現代に至っても高い評価を受けている。
1970年代、ノーマン・グランツが設立したパブロ・レコードから多数の作品を発表。健康状態の悪化により、痩せて眼鏡をかけた姿となり、声にも衰えが見られた。1989年の『All That Jazz』が最後のアルバムとなった。

## 私生活

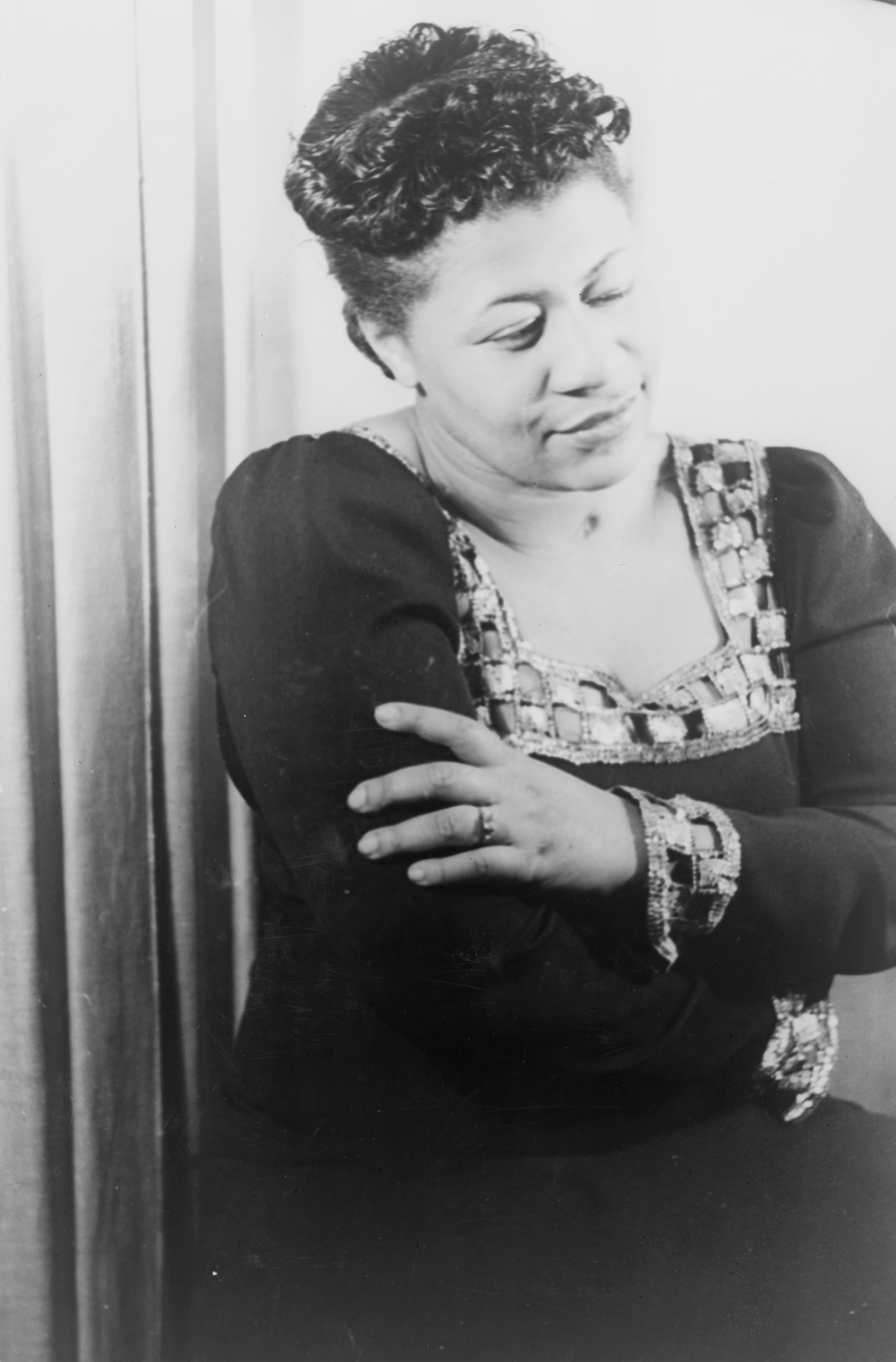
エラ・フィッツジェラルド
1940年1月19日、カール・ヴァン・ヴェクテン撮影

何人かのエラの知人は彼女の人生の皮肉さについて言及している。彼女の歌ではしばしば“完璧なロマンス”が取り上げられたが、実際のエラの生活は1930年代から数十年に亘り、ツアーとレコーディングに明け暮れるロマンスとはほど遠いものであった。
エラは2度の結婚を経験している。1度目は1941年にベニー・コーネゲイと結婚したが、彼は麻薬の密売と詐欺で有罪を宣告され、結婚も早々に解消された。1947年には著名なダブル・ベース奏者であったレイ・ブラウンと再婚した。2人はエラの義理の姉妹の子を養子にとり、レイ・ブラウン・Jrと名付け養育した。1952年に2人は離婚した。1957年7月にはロイターにより、エラがオスロ生まれのノルウェー人 Thor Einar Larsen と結婚する予定であると報じられたが、彼が以前に結婚詐欺を犯していたことが判明、婚約も解消された。1958年8月に編曲家でElla Fitzgerald Sings the Irving Berlin Songbookのレコードの指揮者でもあったポール・ウェストンにパテック・フィリップの腕時計Ref.2452（当時家一軒分の値段）を贈った。
晩年のエラは糖尿病により盲目となり、1993年には手術で両足を切断、表舞台から距離を置く。1996年6月15日、カリフォルニア州ビバリーヒルズで死去。亡骸はロサンゼルスにある、イングルウッドの墓地に埋葬された。
後の研究のためにエラに関する個人文書および財産の一部がスミソニアン学術協会およびボストン大学図書館、アメリカ議会図書館に保管されている。

## 日本公演
- 1975年
2月13日・14日 中野サンプラザ、16日 渋谷公会堂、17日 大阪厚生年金会館、19日 京都会館